# Saison 2017 de l'équipe cycliste Joker Icopal
La saison 2017 de l'équipe cycliste Joker Icopal est la onzième de cette équipe.

## Préparation de la saison 2017

### Sponsors et financement de l'équipe
Depuis 2008 l'équipe est toujours financée par la chaîne de supermarchés Joker (no). Cette saison voit l'arrivée d'un nouveau sponsor, une entreprise dans le secteur du bâtiment Icopal (no).

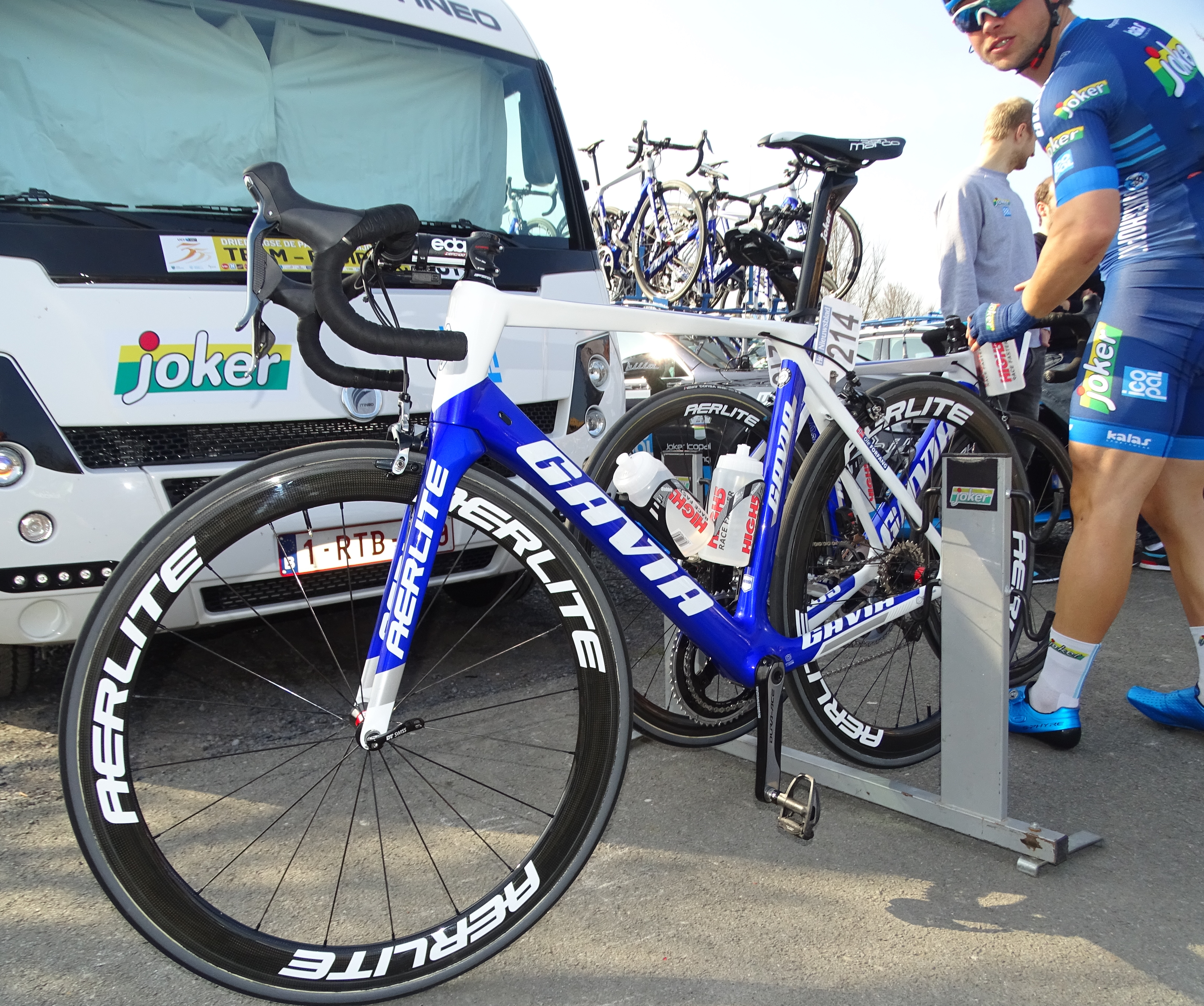
Vélo de l'équipe lors des Trois Jours de La Panne.

### Arrivées et départs
| Arrivées             | Équipe 2016            |
| -------------------- | ---------------------- |
| Vegard Breen         | Fortuneo-Vital Concept |
| Tobias Foss          | Lillehammer CK         |
| Carl Fredrik Hagen   | Sparebanken Sør        |
| Iver Knotten         | Tønsberg CK            |
| Kristoffer Skjerping | Cannondale-Drapac      |
| Rasmus Tiller        | Lillehammer CK         |

| Départs               | Équipe 2016    |
| --------------------- | -------------- |
| Reidar Borgersen      | Retraite       |
| Amund Grøndahl Jansen | Lotto NL-Jumbo |
| Philip Lindau         | Coop           |
| Edvin Wilson          | Västergötland  |

## Coureurs et encadrement technique

### Effectif
| Cycliste              | Date de naissance | Nationalité | Équipe 2016            |  |
| --------------------- | ----------------- | ----------- | ---------------------- |  |
| Vegard Breen          | 8 février 1990    | Norvège     | Fortuneo-Vital Concept |  |
| Ole Forfang           | 22 mars 1995      | Norvège     | Joker Byggtorget       |  |
| Tobias Foss           | 27 mai 1997       | Norvège     | Lillehammer CK         |  |
| Amund Grøndahl Jansen | 11 février 1994   | Norvège     | Joker Byggtorget       |  |
| Carl Fredrik Hagen    | 26 septembre 1991 | Norvège     | Sparebanken Sør        |  |
| Kristoffer Halvorsen  | 13 avril 1996     | Norvège     | Joker Byggtorget       |  |
| Markus Hoelgaard      | 4 octobre 1994    | Norvège     | Joker Byggtorget       |  |
| Bjørn Tore Hoem       | 12 avril 1991     | Norvège     | Joker Byggtorget       |  |
| Iver Knotten          | 17 décembre 1998  | Norvège     | Tønsberg CK            |  |
| Truls Engen Korsæth   | 16 septembre 1993 | Norvège     | Joker Byggtorget       |  |
| Anders Skaarseth      | 7 mai 1995        | Norvège     | Joker Byggtorget       |  |
| Kristoffer Skjerping  | 4 mai 1993        | Norvège     | Cannondale-Drapac      |  |
| Adrian Aas Stien      | 28 octobre 1992   | Norvège     | Joker Byggtorget       |  |
| Rasmus Tiller         | 28 juillet 1996   | Norvège     | Lillehammer CK         |  |

## Bilan de la saison

### Victoires
| Date       | Course                                          | Pays     | Classe | Vainqueur            |
| ---------- | ----------------------------------------------- | -------- | ------ | -------------------- |
| 17/03/2017 | Handzame Classic                                | Belgique | 1.1    | Kristoffer Halvorsen |
| 07/04/2017 | 1re étape du Circuit des Ardennes international | France   | 2.2    | Markus Hoelgaard     |
| 25/06/2017 | Championnat de Norvège sur route                | Norvège  | CN     | Rasmus Tiller        |
| 27/07/2017 | 2e étape du Tour Alsace                         | France   | 2.2    | Markus Hoelgaard     |
| 29/07/2017 | 4e étape du Tour Alsace                         | France   | 2.2    | Carl Fredrik Hagen   |